# Glyphesis servulus
Glyphesis servulus là một loài nhện trong họ Linyphiidae. Chúng được Eugène Simon miêu tả năm 1881.